# Albulapasset
Albulapass är ett bergspass i Schweiz. Det ligger i regionen Maloja och kantonen Graubünden, i den östra delen av landet. Albulapass ligger 2 312 meter över havet.
Terrängen runt Albulapass är huvudsakligen bergig. Den högsta punkten i närheten är Piz Üertsch, 3 267 meter över havet, 1,5 km norr om Albulapass.
Trakten runt Albulapass består i huvudsak av gräsmarker och kala bergstoppar.

## Bildgalleri

Albulapasset
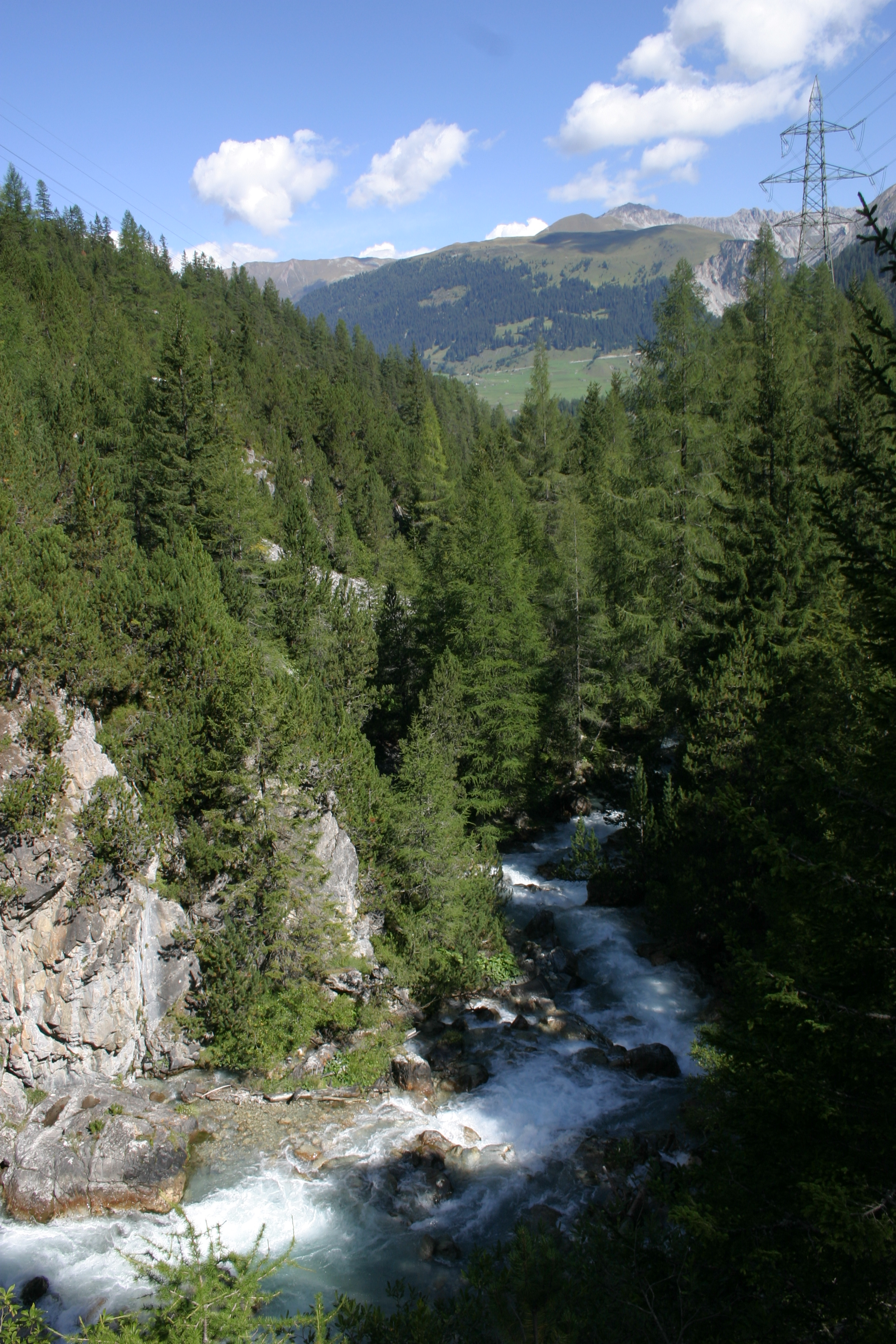
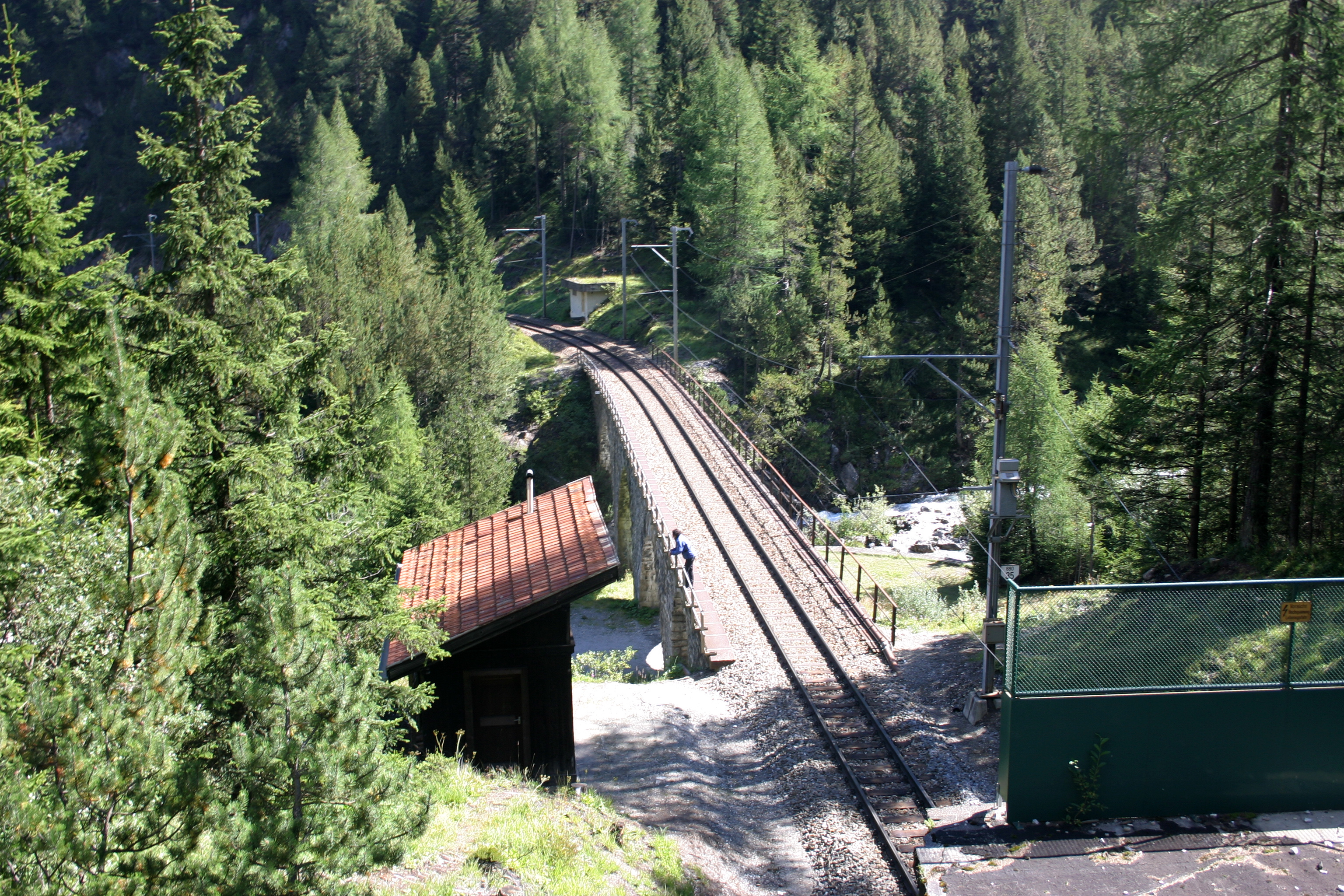
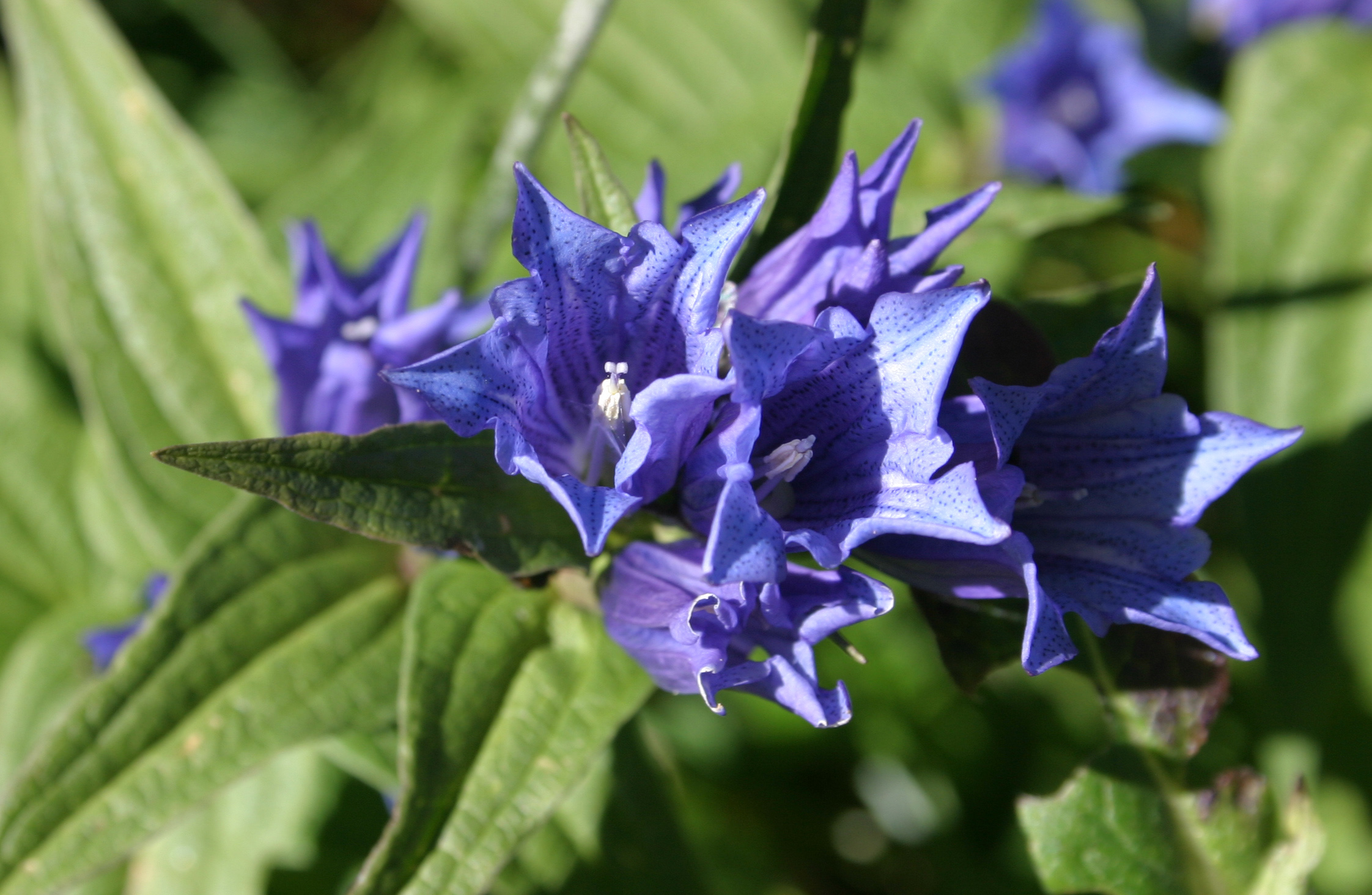
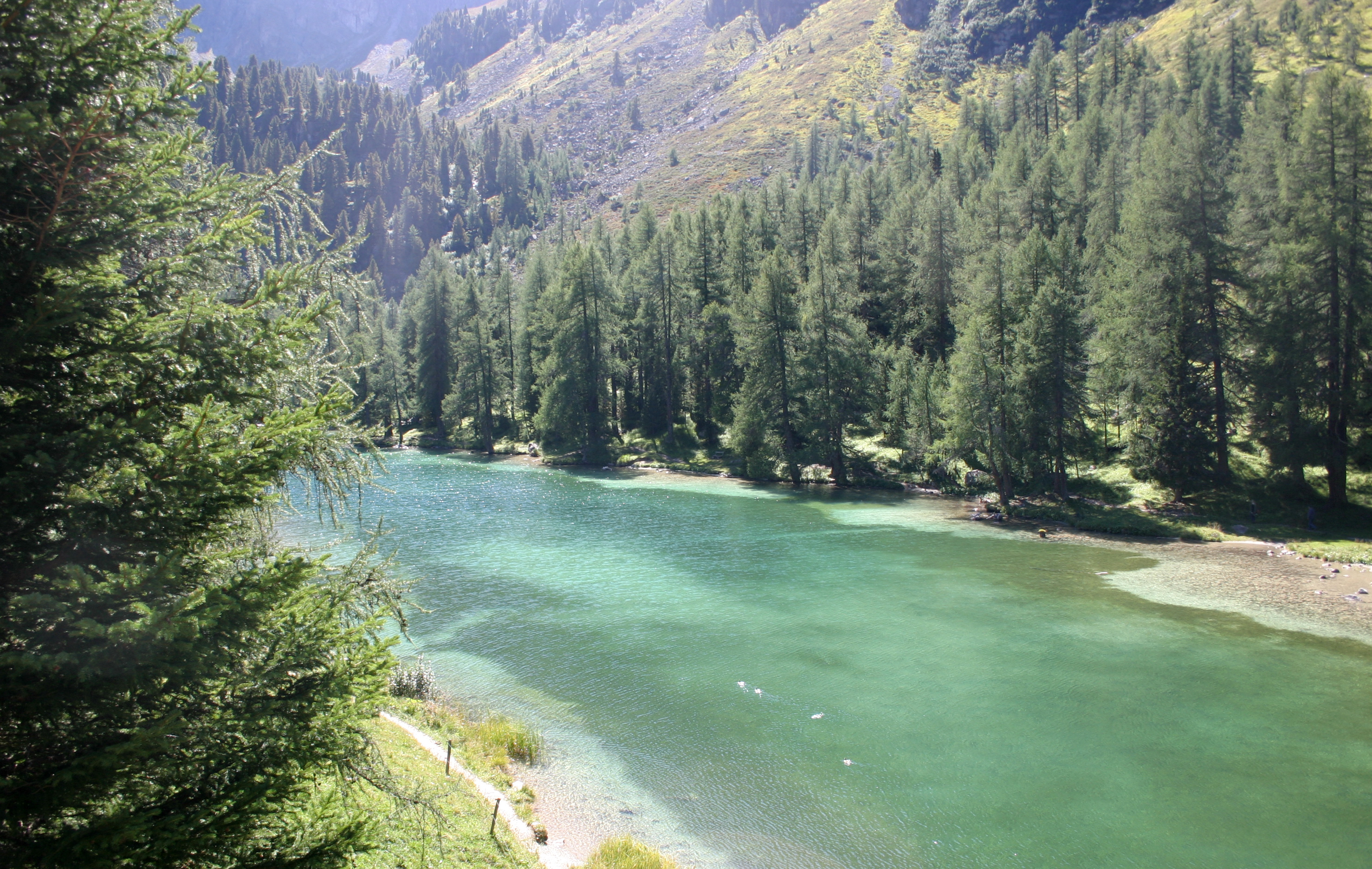
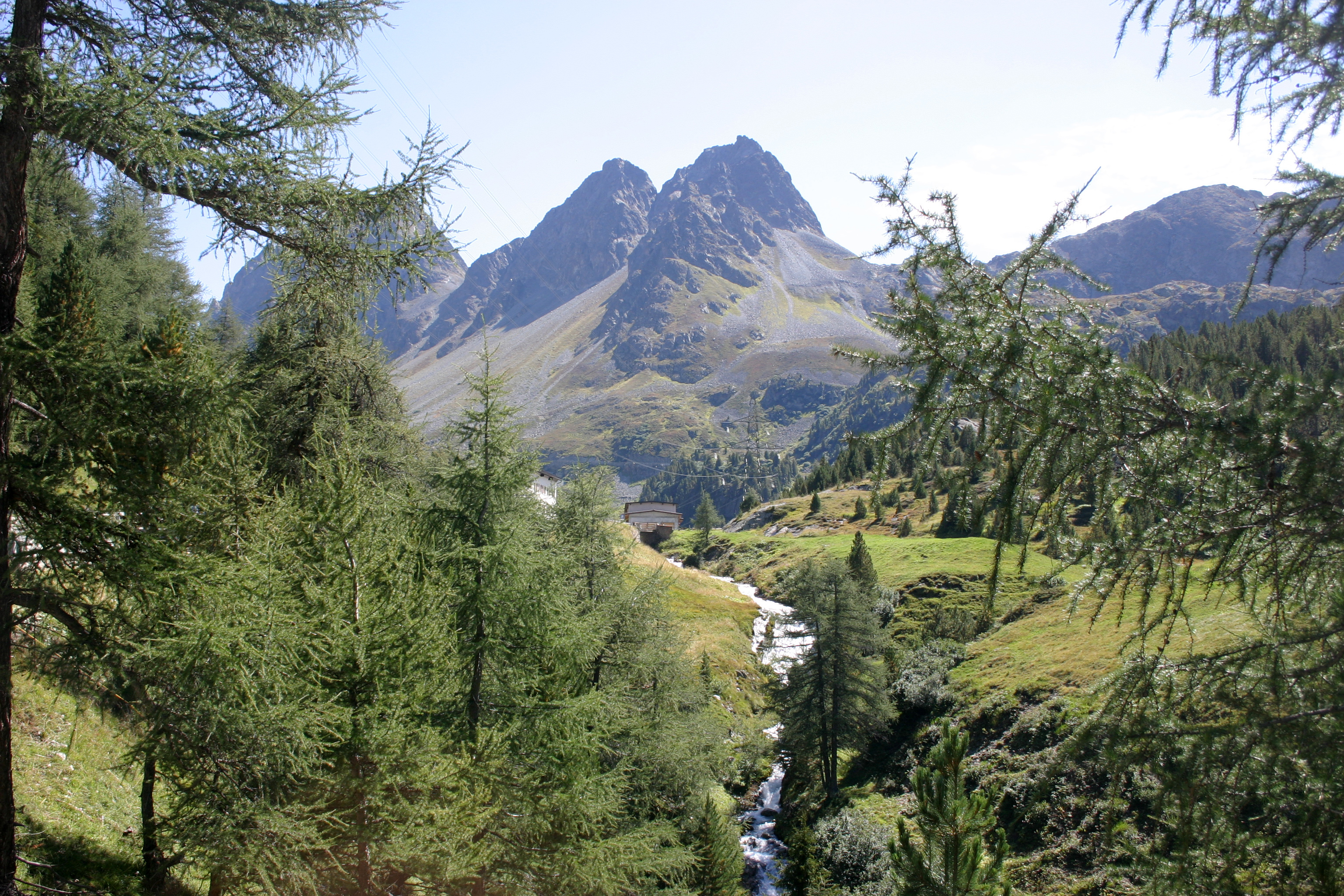
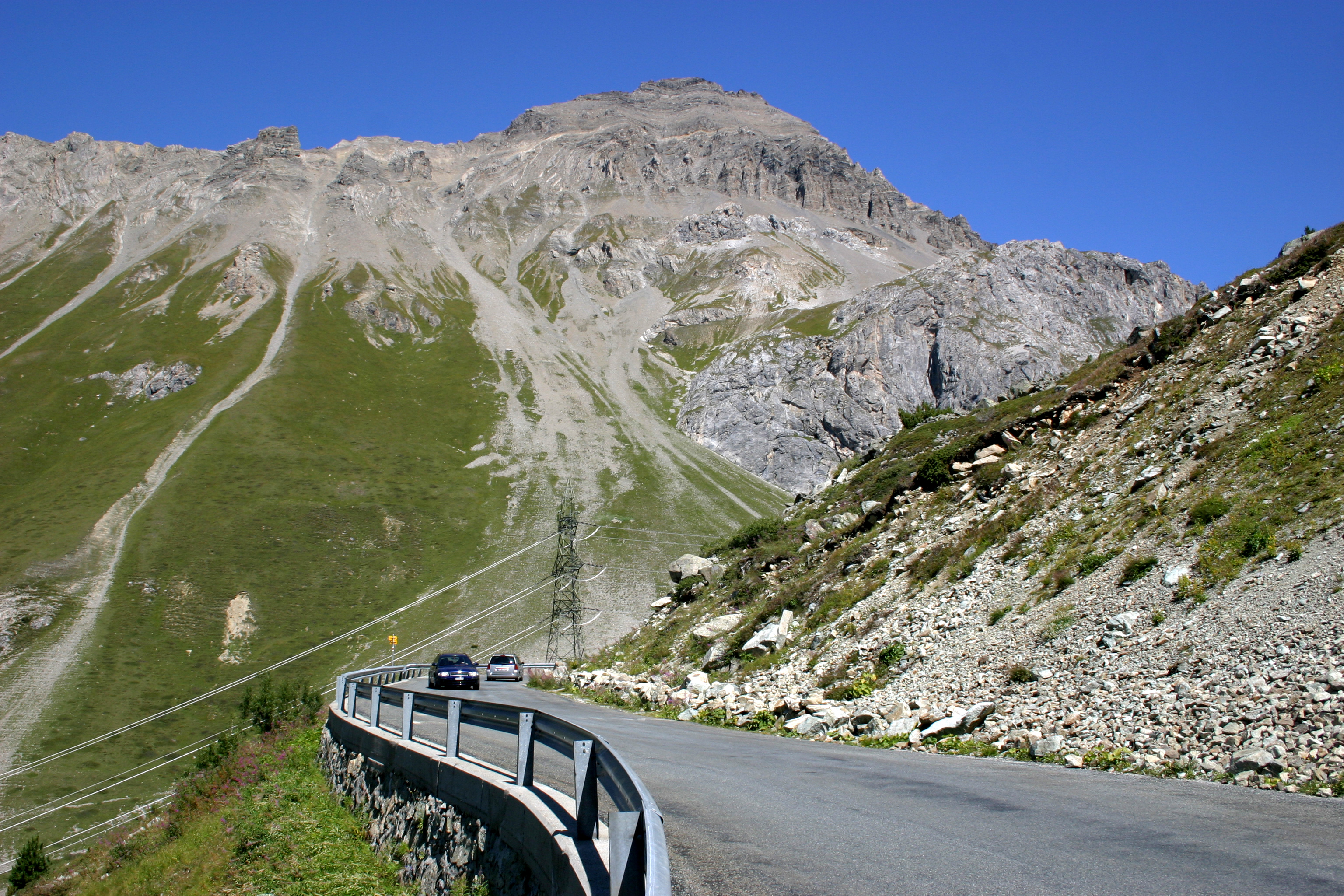
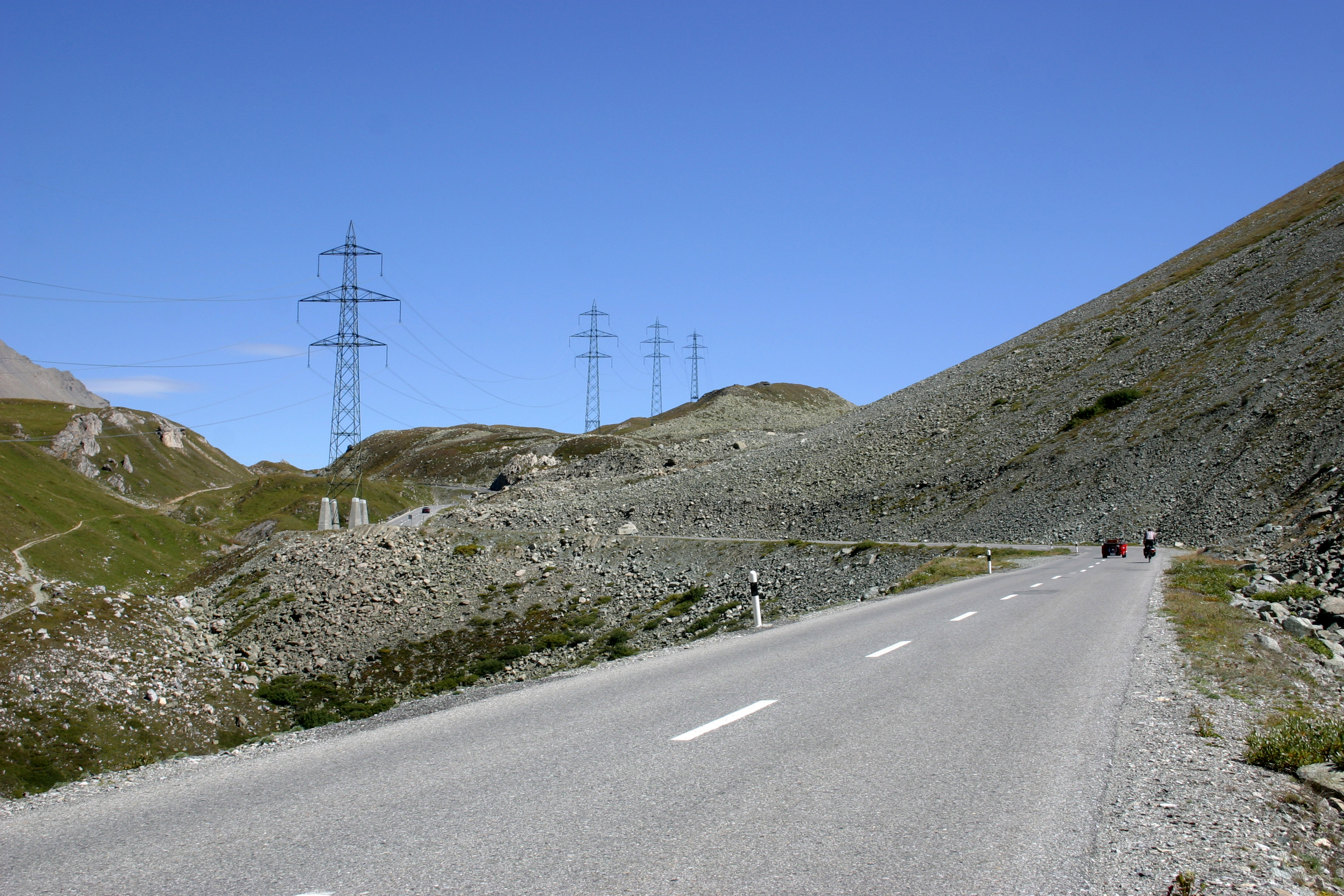
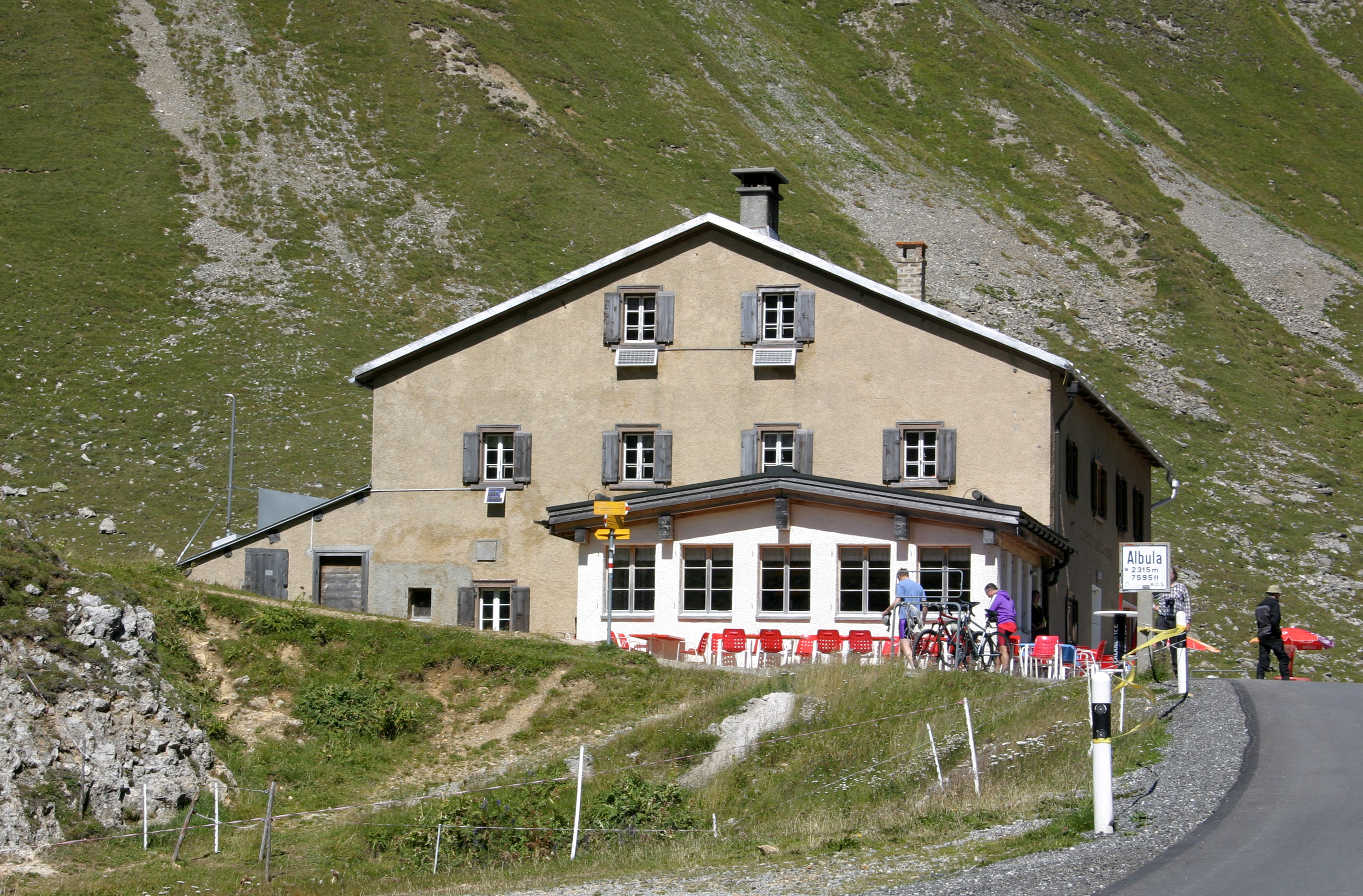
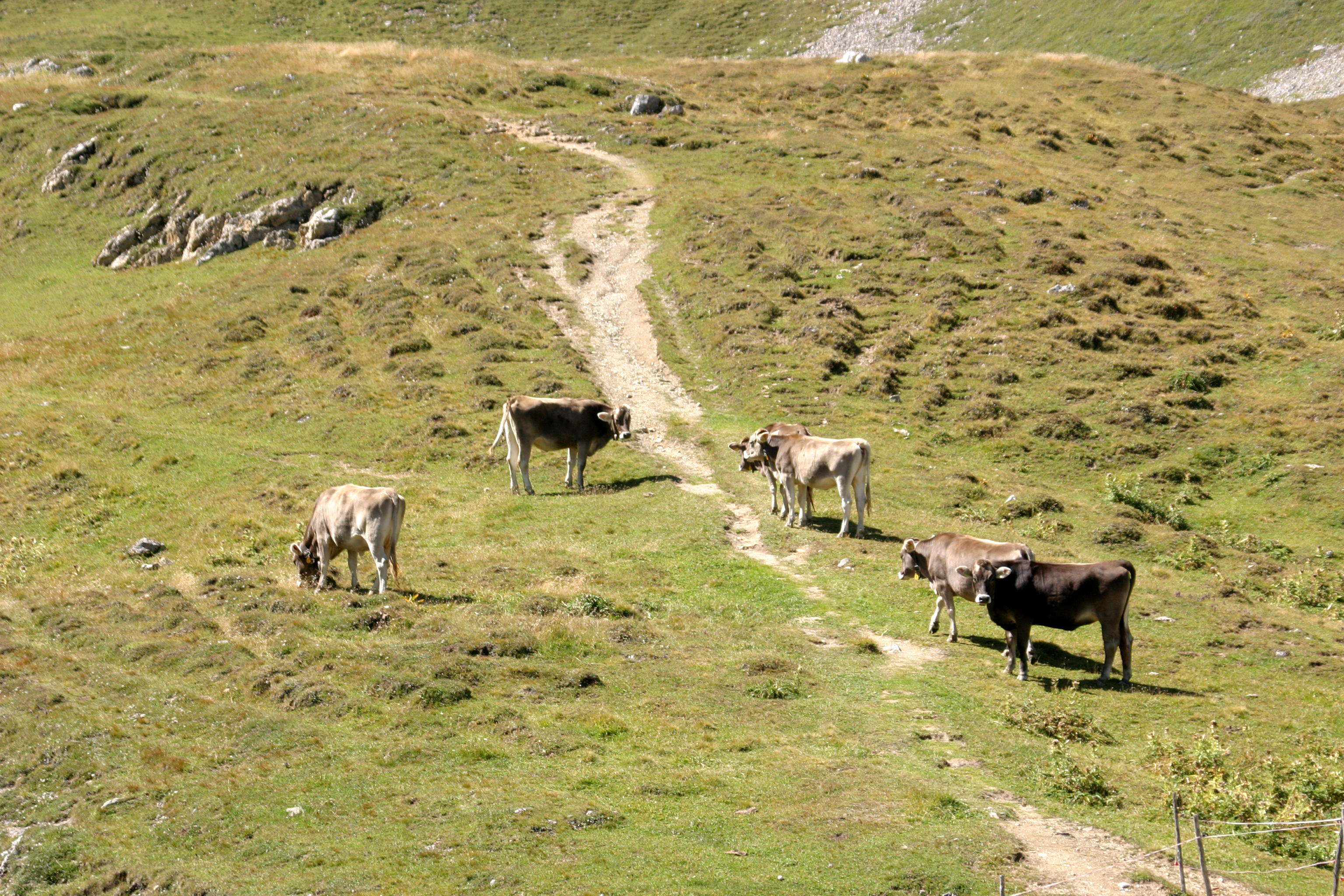
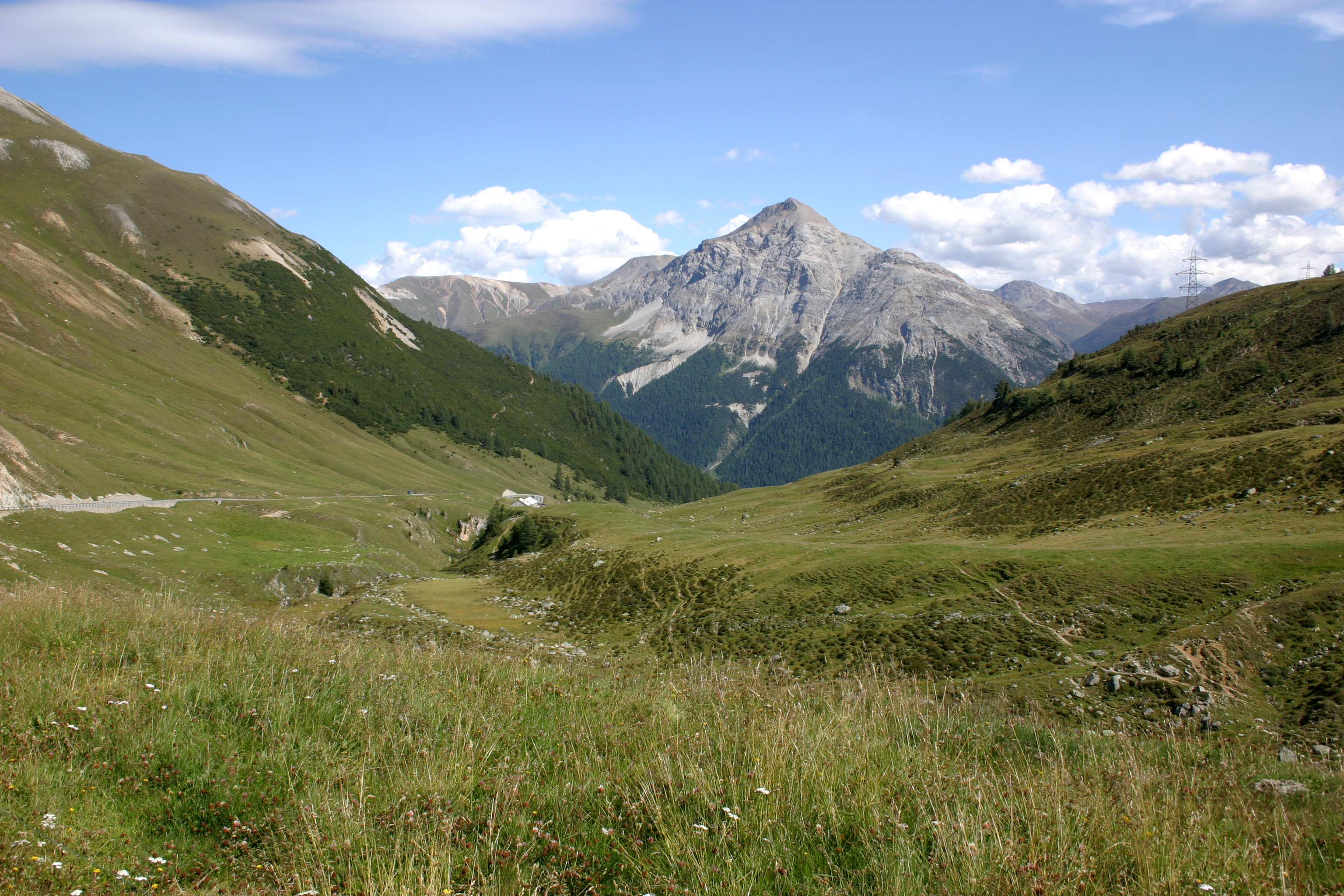